# العلاقات الألمانية السورية
العلاقات الألمانية السورية هي العلاقات الثنائية التي تجمع بين ألمانيا وسوريا. العلاقات و الروابط السياسية تتم رعايتها من خلال التمثيل الدبلوماسي عبر سفارات كلا البلدين - سفارة ألمانيا في دمشق وسفارة سوريا في ألمانيا.

## مقارنة بين البلدين
هذه مقارنة عامة ومرجعية للدولتين:
| وجه المقارنة                                              | ألمانيا                                                                              | سوريا                    |
| --------------------------------------------------------- | ------------------------------------------------------------------------------------ | ------------------------ |
| المساحة (كم2)                                             | 357.41 ألف                                                                           | 185.18 ألف               |
| عدد السكان (نسمة)                                         | 81.29 مليون                                                                          | 18.27 مليون              |
| الكثافة السكانية (ن./كم²)                                 | 227.44                                                                               | 98.66                    |
| العاصمة                                                   | بون، برلين                                                                           | دمشق                     |
| اللغة الرسمية                                             | اللغة الألمانية                                                                      | اللغة العربية            |
| العملة                                                    | يورو، مارك ألماني                                                                    | ليرة سورية               |
| الناتج المحلي الإجمالي (بليون دولار)                      | 3.68 تريليون                                                                         | 60.20 مليار              |
| الناتج المحلي الإجمالي (تعادل القوة الشرائية) بليون دولار | 3.92 تريليون                                                                         |                          |
| الناتج المحلي الإجمالي الاسمي للفرد دولار أمريكي          | 41.31 ألف                                                                            |                          |
| الناتج المحلي الإجمالي للفرد دولار أمريكي                 | 46.40 ألف                                                                            |                          |
| مؤشر التنمية البشرية                                      | 0.926                                                                                | 0.594                    |
| رمز المكالمات الدولي                                      | +49                                                                                  | +963                     |
| رمز الإنترنت                                              | .de                                                                                  | .sy                      |
| المنطقة الزمنية                                           | توقيت وسط أوروبا، ت ع م+01:00، ت ع م+02:00، توقيت أوروبا الوسطى المعياري (ت غ م +1) ‏ | ت ع م+02:00، ت ع م+03:00 |

## منظمات دولية مشتركة
يشترك البلدان في عضوية مجموعة من المنظمات الدولية، منها:
| علم المنظمة | اسم المنظمة                               | تاريخ انضمام ألمانيا | تاريخ انضمام سوريا |
| ----------- | ----------------------------------------- | -------------------- | ------------------ |
|             | مؤسسة التمويل الدولية                     | 20 يوليو 1956        | 28 يونيو 1962      |
|             | منظمة حظر الأسلحة الكيميائية              | 29 أبريل 1997        | ?                  |
|             | يونسكو                                    | 11 يوليو 1951        | 16 نوفمبر 1946     |
|             | الاتحاد الدولي للاتصالات                  | 1866                 | 12 يناير 1924      |
|             | الأمم المتحدة                             | 18 سبتمبر 1973       | 24 أكتوبر 1945     |
|             | منظمة الشرطة الجنائية الدولية             | ?                    | ?                  |
|             | البنك الدولي للإنشاء والتعمير             | 14 أغسطس 1952        | 10 أبريل 1947      |
|             | الاتحاد البريدي العالمي                   | 1 يوليو 1875         | ?                  |
|             | مؤسسة التنمية الدولية                     | 24 سبتمبر 1960       | 28 يونيو 1962      |
|             | المنظمة الهيدروغرافية الدولية             | ?                    | ?                  |
|             | المركز الدولي لتسوية المنازعات الاستشارية | 18 مايو 1969         | 24 فبراير 2006     |
|             | وكالة ضمان الاستثمار متعدد الأطراف        | 12 أبريل 1988        | 14 مايو 2002       |

## أعلام
هذه قائمة لبعض الشخصيات التي تربطها علاقات بالبلدين:
- أياز عثمان (لاعب كرة قدم ألماني، 1993 – )
- السوريون في ألمانيا
- رفيق شامي (كاتب ألماني، 23 يونيو 1946[32] – )
- مانويل شار (ملاكم ألماني، 10 أكتوبر 1984 – )
- محمود داوود (لاعب كرة قدم ألماني، 1996[33] – )

## وصلات خارجية
- موقع وزارة الخارجية الألمانية